# اینید (اکلاهما)
اینید(به انگلیسی: Enid) شهری در ایالت اکلاهما کشور ایالات متحده آمریکا است که جمعیت آن در سرشماری سال ۲۰۱۰ میلادی، ۴۹٬۳۷۹ نفر بوده‌است.